# EWHL Super Cup 2015
Der EWHL Super Cup 2015 war die fünfte Austragung des EWHL Super Cups. Der Wettbewerb im Eishockey der Frauen wird von der Elite Women’s Hockey League (EWHL) organisiert.

## Modus und Teilnehmer
Die acht teilnehmenden Mannschaften spielen in zwei Gruppen jeweils eine Einfachrunde Jeder gegen jeden. Ein Spiel geht über 3 × 20:00 Minuten. Für einen Sieg gibt es drei Punkte; für einen Sieg nach Verlängerung (Sudden Victory Overtime) oder Penaltyschießen bekommt der Sieger zwei Punkte, der Verlierer einen. Anschließend wird in einem Finalturnier mit vier Teilnehmern, jeweils zwei pro Gruppe, der Sieger ausgespielt.
Neben den letztjährigen Teilnehmern ESC Planegg, ECDC Memmingen, EHV Sabres Wien, Austrian Selects, ZSC Lions Frauen nahmen in der Saison 2015 erstmals der ERC Ingolstadt, HC ŠKP Bratislava und der KMH Budapest am Super Cup teil. Die EV Bozen Eagles traten nicht mehr an.

## Vorrunde

### Gruppe A
| Platz | Verein            | Land        | Spiele | S3 | S2 | N1 | N0 | Tore  | Punkte |
| ----- | ----------------- | ----------- | ------ | -- | -- | -- | -- | ----- | ------ |
| 1.    | EHV Sabres Wien   | Osterreich  | 3      | 2  | 0  | 1  | 0  | 10:06 | 7      |
| 2.    | ZSC Lions Frauen  | Schweiz     | 3      | 2  | 0  | 0  | 1  | 09:06 | 6      |
| 3.    | ERC Ingolstadt    | Deutschland | 3      | 1  | 1  | 0  | 1  | 12:09 | 5      |
| 4.    | HC ŠKP Bratislava | Slowakei    | 3      | 0  | 0  | 0  | 3  | 03:13 | 0      |

### Gruppe B
| Platz | Verein           | Land        | Spiele | S3 | S2 | N1 | N0 | Tore  | Punkte |
| ----- | ---------------- | ----------- | ------ | -- | -- | -- | -- | ----- | ------ |
| 1.    | ECDC Memmingen   | Deutschland | 3      | 2  | 0  | 1  | 0  | 11:08 | 7      |
| 2.    | ESC Planegg      | Deutschland | 3      | 2  | 0  | 0  | 1  | 13:05 | 6      |
| 3.    | Austrian Selects | Osterreich  | 3      | 1  | 1  | 0  | 1  | 09:09 | 5      |
| 4.    | KMH Budapest     | Ungarn      | 3      | 0  | 0  | 0  | 3  | 07:18 | 0      |

Aufgrund terminlicher Probleme konnte der ECDC Memmingen nicht am Finalturnier teilnehmen und die Austrian Selects rückten nach.

## Finalturnier

### Halbfinale
| 5. Dezember 2015 14:15 Uhr | ESC Planegg | 3:4 n. V. (0:2, 2:0, 1:1, 0:1) | ZSC Lions Frauen | Eishalle, Gmunden |

| 5. Dezember 2015 17:15 Uhr | EHV Sabres Wien Casorso (2), Esther Kantor, Anna Meixner, Spurling | 5:4 n. V. (1:1, 1:2, 2:1, 1:0) | Austrian Selects Crowe (2), Campbell, Pesendorfer | Eishalle, Gmunden |

### Spiel um Platz 3
| 6. Dezember 2015 8:30 Uhr | ESC Planegg | 4:3 (2:0, 1:1, 1:2) | Austrian Selects Campbell (2), Crowe | Eishalle, Gmunden |

### Finale
| 6. Dezember 2015 11:30 Uhr | EHV Sabres Wien Vlcek, Esther Kantor, Anna Meixner, Thode | 4:1 (1:0, 2:1, 1:0) | ZSC Lions Zürich | Eishalle, Gmunden |

## Beste Scorer
Quelle: eliteprospects.comAbkürzungen: Sp = Spiele, T = Tore, V = Assists, Pkt = Punkte, +/− = Plus/Minus, SM = Strafminuten; Fett: Turnierbestwert
| Spieler          | Mannschaft       | Sp | T | V | Pkt | SM | +/− |
| ---------------- | ---------------- | -- | - | - | --- | -- | --- |
| Esther Kantor    | EHV Sabres Wien  | 5  | 5 | 6 | 11  | 4  | +7  |
| Sarah Campbell   | Austrian Selects | 5  | 5 | 4 | 9   | 4  | +5  |
| Hillary Crowe    | Austrian Selects | 5  | 6 | 2 | 8   | 4  | +5  |
| Anna Meixner     | EHV Sabres Wien  | 5  | 5 | 3 | 8   | 2  | +9  |
| Kaitlyn Keon     | ECDC Memmingen   | 3  | 4 | 3 | 7   | 0  | +5  |
| Christine Hüni   | ZSC Lions        | 5  | 3 | 4 | 7   | 4  | +1  |
| Sarah Robson     | ECDC Memmingen   | 3  | 3 | 3 | 6   | 4  | +6  |
| Annika Fazokas   | Austrian Selects | 5  | 1 | 5 | 6   | 6  | +0  |
| Kaitlin Spurling | EHV Sabres Wien  | 5  | 3 | 2 | 5   | 4  | +6  |
| Sarah Casorso    | EHV Sabres Wien  | 4  | 2 | 3 | 5   | 0  | +3  |